# Француска на Европском првенству у атлетици у дворани 1970.
Француска је учествовала на 1. Европском првенству у атлетици у дворани 1970. одржаном у Бечу, Аустрија, 14. и 15. марта. У првом учешћу на европским првенствима у дворани репрезентацију Француске представљао је 21  спортиста  (15 м и 6 ж) који су се такмичили у 11. дисциплина (9 мушких и 4 женске).
Прву медаљу за Француску на европским првенствима у дворани освојила је 14. августа, спринтерка на 400 м Колет Бесон, која је заузела треће место.
Најуспешнија такмичарка била је Силвијан Телије са две освијене медаље златном и сребрном.
Са шест освојених медаља (2 златне, 1 сребрна и 3 бронзане) Француска је у укупном пласману заузела је 3. место од 14 земаља које су на овом првенству освојиле медаље, односно 24 земље учеснице.
У табели успешности (према броју и пласману такмичара који су учествовали у финалним такмичењима (првих 8 такмичара)) Француска је са 13 учесника у финалу заузела 5. место са 66 бодова, од 23 земље које су имале представнике у финалу. На првенству су учествовале 24 земаље чланице ЕАА. Једино Турска није имала представника у финалу.
| Плас. | Земља     | 1. место | 2. место | 3. место | 4. место | 5. место | 6. место | 7. место | 8. место | Бр. финал. - Бод. |
| ----- | --------- | -------- | -------- | -------- | -------- | -------- | -------- | -------- | -------- | ----------------- |
| 5.    | Француска | 2—16     | 1—7      | 3—18     | 4—20     | 0        | 1—3      | 0        | 2—2      | 13—66             |

## Учесници
| Бр. | Дисциплина                           | Мушкарци                                        | Жене                                                      | Укупно  |
| --- | ------------------------------------ | ----------------------------------------------- | --------------------------------------------------------- | ------- |
| 1.  | 60 м                                 | Ален Сартер Филип Гије                          | Силвијан Телије Габријел Меје                             | 4       |
| 2.  | 400 м                                |                                                 | Колет Бесон                                               | 1       |
| 3.  | 1.500 м                              | Пјер Тусен                                      |                                                           | 1       |
| 4.  | 60 м препоне                         | Ги Дри                                          |                                                           | 1       |
| 5.  | Скок увис                            | Бернар Готје                                    | Жислен Барлен                                             | 2       |
| 6.  | Скок мотком                          | Франсоа Траканели                               |                                                           | 1       |
| 7.  | Скок удаљ                            | Кристијан Туре                                  |                                                           | 1       |
| 8.  | Троскок                              | Серж Фирка                                      |                                                           | 1       |
| 9.  | Бацање кугле                         | Пјер Колнар Ив Брузе Арњол Бе                   |                                                           | 3       |
| 10. | Мешовита штафета 400+600+800+1.000 м | Кристијан Николо Жил Берту Ги Телар Жерар Колен |                                                           | 4       |
| 11. | Мешпвита штафета 200+400+600+800 м   |                                                 | Силвијан Телије² Миреј Тестаније Колет Бесон² Никол Дикло | 2       |
|     | Укупно (11)                          | 15                                              | 6 (8)                                                     | 21 (23) |

- Број уз име такмичара означава у колико је дисциплина учествовао/ла.

## Освајачи медаља
- Злато

1. Франсоа Траканели — Скок мотком

2. Мешпвита штафета 200+400+600+800 м 
Силвијан Телије, Миреј Тестаније
Колет Бесон, Никол Дикло
- Сребро

1. Силвијан Телије — 60 м
- Бронза

1. Ги Дри — 60 м препоне

2. Пјер Колнар — Бацање кугле

3. Колет Бесон — 400 м

## Резултати

### Мушкарци
| Атлетичар                                       | Дисциплина                           | Лични рекорд | Квалификације | Квалификације   | Полуфинале | Полуфинале     | Финале   | Финале     | Детаљи |
| Атлетичар                                       | Дисциплина                           | Лични рекорд | Резултат      | Место           | Резултат   | Место          | Резултат | Место      | Детаљи |
| ----------------------------------------------- | ------------------------------------ | ------------ | ------------- | --------------- | ---------- | -------------- | -------- | ---------- | ------ |
| Ален Сартер                                     | 60 м                                 |              | 6,8           | 2 у гр. 1 (КВ)  | 6,8        | 2 у пф. 1 (КВ) | 6,7      | 4/ 16 (17) |        |
| Филип Гије                                      | 60 м                                 |              | 6,9           | 3 у гр. 3 (КВ)  | 6,8        | 3 у пф. 2 (КВ) | 6,8      | 6/ 16 (17) |        |
| Пјер Тусен                                      | 1.500 м                              |              | 3:52,6        | 2 у гр. 2 (КВ)  |            |                | 3:50,2   | 4/14.      |        |
| Ги Дри                                          | 60 м препоне                         |              | 7,9           | 1 у гр. 2 (КВ)  | 7,9        | 3 у пф. 1 (КВ) | 7,8      |            |        |
| Бернар Готје                                    | скок увис                            |              |               |                 |            |                | 2,00     | 16/18.     |        |
| Франсоа Траканели                               | скок мотком                          |              |               |                 |            |                | 5,30     |            |        |
| Кристијан Туре                                  | скок удаљ                            |              |               |                 |            |                | 7,66     | 9/19.      |        |
| Серж Фирка                                      | троскок                              |              |               |                 |            |                | 16,01    | 8/11.      |        |
| Пјер Колнар                                     | бацање кугле                         |              |               |                 |            |                | 18,96    |            |        |
| Ив Брузе                                        | бацање кугле                         |              |               |                 |            |                | 18,87    | 4/ 10      |        |
| Арњол Бе                                        | бацање кугле                         |              |               |                 |            |                | 18,03    | 8/ 10      |        |
| Кристијан Николо Жил Берту Ги Телар Жерар Колен | Мешовита штафета 400+600+800+1.000 м |              | 6:28,4        | 2. у гр. 2 (КВ) |            |                | 6:20,2   | 4./5       |        |

### Жене
| Атлетичарка                                               | Дисциплина                         | Лични рекорд | Квалификације | Квалификације   | Полуфинале            | Полуфинале            | Финале                | Финале  | Детаљи |
| Атлетичарка                                               | Дисциплина                         | Лични рекорд | Резултат      | Место           | Резултат              | Место                 | Резултат              | Место   | Детаљи |
| --------------------------------------------------------- | ---------------------------------- | ------------ | ------------- | --------------- | --------------------- | --------------------- | --------------------- | ------- | ------ |
| Силвијан Телије                                           | 60 м                               |              | 7,5           | 2 у гр. 1 (КВ)  | 7,5                   | 1 у пф. 2 (КВ)        | 7,7                   |         |        |
| Габријел Меје                                             | 60 м                               |              | 7,8           | 5 у гр. 2       | Није се квалификовала | Није се квалификовала | Није се квалификовала | 14./ 14 |        |
| Колет Бесон                                               | 400 м                              |              | 53,7          | 1. у гр. 1 (КВ) |                       |                       | 53,6                  |         |        |
| Жислен Барлен                                             | Скок увис                          |              |               |                 |                       |                       | 1,70                  | 12./ 13 |        |
| Силвијан Телије² Миреј Тестаније Колет Бесон² Никол Дикло | Мешовита штафета 200+400+600+800 м |              |               |                 |                       |                       | 4:58,4                |         |        |